# 斯滕·波尔松
斯滕·波尔松（瑞典語：Sten Pålsson，1945年12月4日—），瑞典男子足球运动员，司职前锋，效力于加爾斯。他曾代表瑞典国家队参加1970年国际足联世界杯，结果队伍止步小组赛阶段。